# Irlanda nos Jogos Olímpicos de Verão de 1952
A Irlanda competiu nos Jogos Olímpicos de Verão de 1952, realizados em Helsinque, Finlândia.